# Ernest Alima
Ernest Alima, né en 1938 à Yaoundé, est un poète et fonctionnaire camerounais, membre fondateur de l'Association des Poètes et Écrivains Camerounais (APEC).

## Biographie
Ernest Alima est né en 1938 à Yaoundé, où il a effectué ses études jusqu'au niveau supérieur. Après un début de carrière dans l'enseignement privé, il a intégré la fonction publique camerounaise en tant que cadre au ministère des Finances. Il a également exercé comme traducteur, contrôleur financier auprès de l'Université de Yaoundé, puis auprès de l'ambassade du Cameroun à Londres, avant de devenir fonctionnaire international à la Communauté économique et monétaire d'Afrique centrale (CEMAC) à Bangui. Désormais à la retraite, Ernest Alima réside au quartier Nlongkak à  Yaoundé.

## Carrière littéraire
Alima est l'un des  membres fondateurs de l'APEC, où il a occupé le poste de secrétaire général adjoint. Il a publié de nombreux poèmes dans des journaux, revues et anthologies. Parmi ses recueils de poésie publiés figurent :
- Apollo XI or a giant leap (1970)
- Si tu veux vivre longtemps (1977, éditions Saint-Paul, France)
- Paroles d’or (2004, éditions Sopecam), un long poème destiné aux enfants

Il a également écrit plusieurs recueils une pièce de théâtre intitulée Le Coureur de jupons (représentée en 1980 au Centre Culturel Camerounais à Yaoundé).

## Thèmes et style
La poésie d'Ernest Alima est caractérisée par une délicatesse des sentiments, une expression raffinée et une nostalgie amoureuse, une prose élégante et par conséquent  évocatrice. Dans son œuvre L'attachement Au sol Natal, chaque chapitre révèle des histoires personnelles et des réflexions introspective sur le sentiment d'appartenance . Un profond  désir de renouer avec ses racines , la recherche d'une identité original.

## Distinctions et reconnaissance
Ernest Alima a reçu plusieurs prix littéraires et a été délégué par le Cameroun au Programme des Écrivains Internationaux à l'Université de l'Iowa (1978-1979). Ses œuvres ont été apprécié  par des personnalités telles que le Richard Nixon, les astronautes d'Apollo XI et le poète-président Léopold Sédar Senghor.
Son œuvre "L'attachement Au sol Natal " est utilisé pour le compte de cette année en classe de 4ieme.

## Publications principales
- Apollo XI or a giant leap (1970)
- Si tu veux vivre longtemps (1977)
- Paroles d’or (2004)
- L'attachement au sol natal (2007)[2].